# Javon Walker
Javon Lataff Walker (Galveston, 14 ottobre 1978) è un giocatore di football americano statunitense attualmente free agent.

## Nella NFL
Stagione 2002
Selezionato come 20a scelta dai Green Bay Packers nel Draft NFL 2002, è sceso in campo per la prima volta in una partita ufficiale l'8 settembre contro gli Atlanta Falcons mentre da titolare ha debuttato il 24 novembre a Tampa Bay contro i Tampa Bay Buccaneers. Ha giocato 15 partite di cui 2 da titolare ricevendo 23 volte per 319 yard con un touchdown e un fumble perso, inoltre ha fatto una corsa per 11 yard e 35 ritorni per 762 yard ed infine ha fatto 5 tackle (record personale).
Stagione 2003
Ha giocato 16 partite di cui 3 da titolare ricevendo 41 volte per 716 yard con 9 touchdown e un fumble perso, inoltre ha fatto 2 corse per una yard.
Stagione 2004
Ha giocato 16 partite di cui 12 da titolare ricevendo 89 volte per 1 382 yard (record personale) con 12 touchdown (record personale) e 2 fumble tutte e due persi, ma poi ne ha recuperato uno facendo 11 yard.
Stagione 2005
Ha giocato una sola partita giocandola da titolare ricevendo 4 volte per 27 yard.
Stagione 2006
È passato ai Denver Broncos ed ha giocato 16 partite di cui tutte da titolare ricevendo 69 volte per 1 084 yard con 8 touchdown ed 9 corse per 123 yard con un touchdown.
Stagione 2007
Ha giocato 8 partite di cui 5 da titolare ricevendo 26 volte per 287 yard e 2 corse perdendo 3 yard.
Stagione 2008
Firma con gli Oakland Raiders il 5 marzo un contratto di 6 anni per un totale di 55 milioni di dollari. Ha giocato 8 partite di cui 7 da titolare ricevendo 15 volte per 196 yard con un touchdown. Nella 10ª settimana contro i Carolina Panthers è uscito per un infortunio alla caviglia. A seguito di questo infortunio il 26 novembre è stato messo sulla lista infortunati. 
Stagione 2009
Il 5 marzo 2009 ha ridimensionato il suo contratto di parecchio, percepirà 2 milioni di dollari e in quella successiva 2,6 milioni.
Il 30 luglio è stato messo sulla lista dei giocatori che devono recuperare la condizione fisica a causa dell'operazione al ginocchio effettuata nel mese di maggio. È rientrato a far parte della squadra titolare il 25 agosto. Ha giocato 3 partite di cui nessuna da titolare facendo un ritorno su punt per nessuna iarda con un fumble poi recuperato dai compagni. Per ben 13 partite non è stato convocato anche se in condizione.
Stagione 2010
L'8 marzo è stato svincolato dai Raiders prendendo comunque i 2,6 milioni di dollari garantiti.

## Vittorie e premi
(1) Pro Bowl  (stagione 2004).